# Soziales Netzwerk (Soziologie)
Dieser Artikel wurde auf der Qualitätssicherungsseite des Portals Soziologie eingetragen. Dies geschieht, um die Qualität der Artikel aus dem Themengebiet Soziologie auf ein akzeptables Niveau zu bringen. Hilf mit, die inhaltlichen Mängel dieses Artikels zu beseitigen, und beteilige dich an der Diskussion. (Artikel eintragen)
In der Soziologie bezeichnet soziales Netzwerk ein Netzwerk zwischen mehreren Personen, das als wechselseitiges Interaktionsgeflecht abgebildet wird, beispielsweise als Bekanntschaftsnetzwerk oder als Kindred (persönliches Verwandtschaftsnetzwerk).

## Begriff

Soziales Netzwerk gegenüber einem Individuum

Der Begriff „soziales Netzwerk“ ist eine Beschreibung sozialer Interaktionen beliebigen Typs und wurde zuerst in der englischen Social Anthropology (vgl. Ethnosoziologie) von J. Clyde Mitchell, A. L. Epstein, Bruce Kapferer u. a. (von der Manchester School) benutzt, um lose Selbstorganisationen von einzelnen Zuwanderern in kolonialen Industriestädten (z. B. im heutigen Sambia) zu ermitteln und zu erklären.
Der Begriff wurde dann nach Europa übertragen, um z. B. informellen Einflussgrößen für eheliche Arbeitsteilung auf die Spur zu kommen (Elizabeth Bott), und in Deutschland zumal von Franz Urban Pappi, Peter Kappelhoff u. a. genutzt, um Willensbildungsprozesse in der Kommunalpolitik zu erschließen (vgl. Stadtsoziologie). In den USA wurde die empirische Netzwerkforschung von Harrison C. White begründet und vor allem durch Arbeiten Granovetters in den 1980er Jahren popularisiert. Nach einer fast dreißigjährigen Dominanz der Umfrageforschung kam damit seit den 1970er Jahren eine nicht mehr nur individuenzentrierte Perspektive in die Soziologie, wodurch die Relationen zwischen den Akteuren wieder in den Vordergrund traten. Damit wurden auch Ansätze der formalen Soziologie von Georg Simmel und Leopold von Wiese aufgegriffen und erweitert.
Das Nützliche dieses Ansatzes war, dass „soziale Netzwerke“ kein ‚Hauptziel‘ haben, sondern sehr unterschiedliche Ziele einzelner Akteure und durch sie auch einzelner Gruppen verknüpfen. Gerade hierfür fehlte zuvor ein analytischer Begriff. Eine ebenfalls sehr wichtige frühe Anwendung zur Analyse sozialer Netzwerke bestand in der klassischen Moreno-Soziometrie in der ersten Hälfte des 20. Jahrhunderts, benannt nach dem Arzt und Psychiater Jacob L. Moreno (1932, 1934). Seine Soziometrie ist besonders für grafische Abbildungen von Netzwerken und Beziehungen bekannt geworden, aber auch für Möglichkeiten der Netzwerkintervention in psychosozialer Arbeit oder in der „Netzwerktherapie“ der Integrativen Therapie Hilarion Petzold (1979).
Als Beschreibungskategorien kommen der Umfang und die Dichte des Netzes, die Ziele oder Funktionen (was wollen die Beteiligten?) und die Qualität der Beziehungen in Betracht.

## Umfang und Dichte des Netzwerks

Ein Beispiel für ein soziales Netzwerkdiagramm, der Knoten mit der höchsten Intermediationszentralität ist gelb gekennzeichnet.

Die Kopfzahl (Größe) des sozialen Netzes einer Person ist jenseits der Kindheit oft relativ gleich bleibend. Anfangs wächst sie mit dem Lebensalter, dann aber wird sie mehr vom Geschlecht und den sozialökonomischen, z. B. beruflichen Bedingungen abhängig, in denen die Beteiligten leben. Personen mit niedrigem Status, geringer Bildung und kleinem Einkommen haben weniger umfängliche Netzwerke, die dann primär aus Familienangehörigen bestehen. Ressourcenreiche Netzwerke mit einer hohen „supportiven Valenz“ fördern Sicherheit und Gesundheit. Netzwerkdiagnostik und Netzwerkarbeit, die Affiliationen etwa zur Nachbarschaft oder Selbsthilfeinitiativen herstellen, werden deshalb besonders bei sozialen Randgruppen, bei Migranten, Drogenabhängigen, Alterspatienten wichtig.
Die Dichte eines sozialen Netzes beschreibt die direkte Verbundenheit zwischen den Netzwerkbeteiligten einer Person. Je „dichter“ ein solches Netzwerk ist (alle kennen einander), desto stärker kontrolliert es diese Person, bietet aber auch verlässliche Netzwerkressourcen; je „loser“ es ist, desto weniger (vgl. Netzwerkarmut).

## Ziele und Funktion des Netzwerks
Das soziale Netzwerk eines Akteurs ist gemäß Definition seine soziale Interaktion zu Einzelnen (vergleiche auch Kindred als Verwandtschaftsnetzwerk). Daher hat es direkt keine Ziele.
Ungeachtet der Ziellosigkeit der Netze können sie vermöge ihres Umfangs und ihrer Dichte eine soziale Funktion haben, etwa bei der Bildung und gesamtgesellschaftlichen Umverteilung „sozialen Kapitals“. Beispiele: Verschwägerungen in traditionalen Gesellschaften oder modernen Oberschichten, Förderung des beruflichen Vorankommens durch „netzwerken“ (Networking).
So werden Netzwerke instrumentell genutzt. Diesen Aspekt betont insbesondere Ronald S. Burt in seiner Theorie der strukturellen Löcher (structural holes) und empfiehlt, sich in der Nähe solcher Löcher zu positionieren.

## Qualität der Beziehungen im Netzwerk
Die Qualität von sozialen Beziehungen spielt eine entscheidende Rolle in sozialen Netzwerken. Sie reicht von Bekanntschaften, die der US-amerikanische Soziologe und Wirtschaftswissenschaftler Mark Granovetter 1973 als „schwache Beziehungen“ bezeichnet (weak ties), bis hin zu intimen und langdauernden „starken Beziehungen“ (strong ties). Granovetter nennt als Anhaltspunkte zur Einschätzung der Qualität einer Beziehung:
1. den Zeitumfang, den zwei Personen miteinander verbringen
2. die Intimität, die sie verbindet
3. die gegenseitige Vertrautheit
4. die Leistungen, die die Personen miteinander austauschen (etwa Informationen oder Gefallen)

Ein neueres Konzept und Beobachtungskriterium der Sozialforschung ist das der „Vertrauensperson“: Von einer solchen werden sowohl eher Ratschläge gegeben als auch eher angenommen als von weitgehend fremden oder aber von in direkten Autoritätsbeziehungen stehenden Personen. In Gesellschaften, die ihre Abstammung von der Mütterlinie herleiten (matrilinear), ist für einen jungen Mann nicht so sehr der biologische Vater eine wichtige Vertrauensperson, sondern der Bruder der Mutter, auch im Deutschen früher liebevoll als Oheim bezeichnet (der Onkel mütterlicherseits). In patrilinearen Adels- oder Patrizierfamilien im europäischen Zeitalter war für eine junge Frau die fürsorgende Amme eine wichtigere Vertrauensperson als die eigene Mutter.
Ältere Personen verlieren durch Tod irgendwann die Vertrauenspersonen, die auch nicht einfach durch jemand anderen ersetzt werden können. So äußerten ältere Personen mit geringer Bildung und geringem Einkommen häufig mehr Gefühle der Vereinsamung als besser gestellte Ältere.

## Wechselwirkung zwischen sozialem Netzwerk und Gesundheit
Zwischen sozialen Beziehungen und der Gesundheit entsteht eine Wechselwirkung, die durch das „Social Selection“ und „Social Causation“ Modell beschrieben wird.
Das „Social Selection Modell“ geht davon aus, dass der Gesundheitszustand und die daraus resultierende Belastung sich auf die sozialen Beziehungen auswirken. Oft verkleinert sich das soziale Netzwerk einer Person, wenn sie an einer Krankheit erkrankt oder ihr Gesundheitszustand sich verschlechtert. Dies hängt damit zusammen, dass sich die Personen aus dem sozialen Umfeld zurückziehen, weil sie entweder eine unbegründete Angst haben, sich anzustecken, oder weil sie mit der Situation überfordert sind. Der Versuch, die erkrankte Person bei ihren Leiden, Schmerzen oder Sorgen zu unterstützen, kann mit Gefühlen wie Frustration, Unzulänglichkeit oder Hilflosigkeit einhergehen und für die Unterstützer eine Belastung darstellen. Die betroffene Person nimmt eine solche Abwendung ihres sozialen Umfeldes wahr und zieht sich ebenfalls zurück. Zu berücksichtigen ist auch der zeitliche Aspekt, da bei chronischen Erkrankungen die vorhandene Belastung im Gegensatz zu akuten Krankheiten lang andauernd ist. Wie die betroffene Person mit ihrer Gesundheit bzw. Krankheit sowie ihrem sozialen Umfeld umgeht, ist ebenso abhängig von ihren Persönlichkeitsmerkmalen wie zum Beispiel soziale Kompetenzen oder persönliche Bewältigungsstrategien.
Das „Social Causation Modell“ nimmt stattdessen an, dass die sozialen Beziehungen die Gesundheit beeinflussen. So können soziale Beziehungen einen Einfluss auf Prädisponierung, Manifestation und Verlauf einer Erkrankung haben. Sie können Betroffenen vor Stress und Belastung schützen und somit die Risikofaktoren für die Entstehung einer Krankheit abschirmen („Puffereffekt“). Bereits das Zugehörigkeitsgefühl und damit einhergehende Möglichkeit, Hilfe in Anspruch zu nehmen und zu erhalten, hat auf die Betroffenen eine protektive Wirkung. Außerdem beeinflussen soziale Beziehungen das Gesundheitsverhalten und die physiologische Faktoren der erkrankten Person und wirken somit indirekt auf ihre Gesundheit. Einerseits werden gesundheitsfördernde Verhaltensweisen durch nahe Beziehungen gestärkt, indem sie positives Modellverhalten zeigen oder gesundheitsförderliche Instruktionen, Ratschläge und Hinweisreize geben. Anderseits verhalten sich Personen, die verheiratet sind oder Kinder haben, laut Studien, weniger risikohaft und achten mehr auf sich und ihre Gesundheit als ledige, geschiedene oder kinderlose Personen. Dennoch können nahe Beziehungen auch gesundheitsschädigend wirken, wenn innerhalb des sozialen Umfeldes zum Beispiel schlechte Essgewohnheiten, körperliche Inaktivität, Rauchen und Alkoholkonsum üblich sind.
Die Verfügbarkeit enger und nahe stehender Bezugspersonen sowie ihre zur Verfügung gestellte Unterstützung spielt eine wichtige Rolle bei Erkrankungen. Studien zeigen, dass Personen mit kleinen sozialen Netzwerken und wenig vorhandener sozialer Unterstützung ein erhöhtes Morbiditäts- und Mortalitätsrisiko aufweisen als Personen mit einem großen sozialen Umfeld und vermehrter sozialer Unterstützung.

## Wirkung
Globale soziale Netzwerke, wie sie in Form von Netzgemeinschaften durch die Verwendung von Sozialer Software entstehen, sind hinsichtlich ihrer soziologischen, kulturellen und politischen Folgen noch nicht hinreichend erforscht, während es zu den ökonomischen und nutzungsspezifischen Aspekten bereits eine Reihe von Studien gibt. Für die Friedensforschung wäre zum Beispiel wichtig, ob solche globalen Sozialen Netzwerke eher dazu führen, neue Feindbilder (z. B. gegenüber Minderheiten) entstehen zu lassen, oder ob sie eher dem Frieden dienen, da interessengeleitete, vorgeschobene Begründungen der Machthabenden für Feindseligkeiten durch den weltweiten Austausch von Informationen rasch entlarvt und entkräftet werden können. In jedem Fall gehen globale Soziale Netzwerke mit einer bislang nicht gekannten Eigendynamik der Meinungsbildung der Weltöffentlichkeit einher.

## Software
Soziale Netzwerke können mithilfe von Computerprogrammen erhoben, dargestellt und analysiert werden.
Eine Liste von Softwaretools:
| Name          | Link                                                  |
| ------------- | ----------------------------------------------------- |
| EgoNet        | http://sourceforge.net/projects/egonet                |
| Gephi         | http://gephi.org/                                     |
| MyNetworkmap  | http://www.mynetworkmap.com                           |
| NodeXL        | http://nodexl.codeplex.com/                           |
| Pajek         | http://mrvar.fdv.uni-lj.si/pajek/                     |
| R sna package | http://cran.r-project.org/web/packages/sna/index.html |
| UCINET        | http://www.analytictech.com/ucinet/                   |
| VennMaker     | http://www.vennmaker.com/                             |
| Visone        | http://www.visone.info/                               |